# Gouvernement Pflimlin
Quatrième République
Gouvernement Félix Gaillard Gouvernement Charles de Gaulle III
Le gouvernement Pierre Pflimlin a été le gouvernement de la France du 14 au 28 mai 1958.

## Chronologie

### 1958
- 15 avril : chute du gouvernement Félix Gaillard
- 20 avril : Georges Bidault (M.R.P.) est « pressenti » comme nouveau président du Conseil
- 23 avril : Georges Bidault renonce à former le nouveau gouvernement
- 26 avril : René Pleven est désigné par le président de la République
- 8 mai : René Pleven renonce, lâché par les socialistes puis les radicaux
- 9 mai : Pierre Pflimlin est pressenti comme futur président du Conseil
- 13 mai : Début de la crise de mai 1958
  - Putsch d'Alger et création du Comité de Salut public, de Gaulle appelé au pouvoir.
  - Le même jour (le 14 à 3h25 du matin), l'Assemblée nationale vote l'investiture Pierre Pflimlin par 274 voix pour, 129 contre et 137 abstentions[1], début du gouvernement Pierre Pflimlin.
- 14 mai : Nomination des ministres du gouvernement Pierre Pflimlin.
- 16 mai : l'Assemblée nationale vote la loi sur l'état d'urgence par 462 voix pour (y compris les communistes) et 112 contre[2].
- 19 mai : Conférence de presse du général de Gaulle à l'hôtel d'Orsay.
- 24 mai : opération aéroportée sur la Corse dans le cadre de l'opération Résurrection.
- 27 mai : rencontre secrète entre De Gaulle et Pflimlin entre minuit et deux heures au château de Saint-Cloud ; dans l'après-midi un communiqué du général De Gaulle indique « J'ai entamé hier le processus régulier nécessaire à l'établissement d'un gouvernement républicain capable d'assurer l'unité et l'indépendance du pays... »[3].
- 28 mai :
  - Démission du président du Conseil Pierre Pflimlin après la réunion d'un Conseil de cabinet réuni dans la nuit et fin de son gouvernement.
  - Manifestation antifasciste à Paris.
- 1er juin : Début du troisième gouvernement Charles de Gaulle.
- Le 3 juin est votée par l'Assemblée nationale et le Conseil de la République la loi constitutionnelle qui annonce une révision de la constitution de la IVe République, en dérogeant à la procédure de révision constitutionnelle. Une loi de pleins pouvoirs pour six mois est également votée.

## Composition

### Président du Conseil
| Image | Fonction             |  | Nom             | Parti |
| ----- | -------------------- |  | --------------- | ----- |
|       | Président du Conseil |  | Pierre Pflimlin | MRP   |

### Vice-président du Conseil
| Image | Fonction                  |  | Nom                                  | Parti |
| ----- | ------------------------- |  | ------------------------------------ | ----- |
|       | Vice-président du Conseil |  | Guy Mollet (à partir du 15 mai 1958) | SFIO  |

### Ministres d'État
| Image | Fonction                          |  | Nom                                   | Parti |
| ----- | --------------------------------- |  | ------------------------------------- | ----- |
|       | Ministre d'État, chargé du Sahara |  | Édouard Corniglion-Molinier           | DVD   |
|       | Ministre d'État                   |  | Félix Houphouët-Boigny                | RDA   |
|       | Ministre d'État                   |  | Max Lejeune (à partir du 17 mai 1958) | SFIO  |

### Ministres
| Image | Fonction                                                    |  | Nom                                     | Parti |
| ----- | ----------------------------------------------------------- |  | --------------------------------------- | ----- |
|       | Ministre de la Justice                                      |  | Robert Lecourt                          | MRP   |
|       | Ministre des Affaires étrangères                            |  | René Pleven                             | UDSR  |
|       | Ministre de l'Intérieur                                     |  | Maurice Faure (jusqu'au 17 mai 1958)    | RAD   |
|       | Ministre de l'Intérieur                                     |  | Jules Moch (à partir du 17 mai 1958)    | SFIO  |
|       | Ministre de l'Algérie                                       |  | André Mutter                            | CNIP  |
|       | Ministre de la Défense nationale et des Forces armées       |  | Pierre de Chevigné                      | MRP   |
|       | Ministre des Finances, des Affaires économiques et du Plan  |  | Edgar Faure                             | DVD   |
|       | Ministre de l'Éducation nationale                           |  | Jacques Bordeneuve                      | RAD   |
|       | Ministre des Travaux publics, des Transports et du Tourisme |  | Édouard Bonnefous                       | UDSR  |
|       | Ministre de l'Industrie et du Commerce                      |  | Paul Ribeyre                            | CNIP  |
|       | Ministre de l'Agriculture                                   |  | Roland Boscary-Monsservin               | CNIP  |
|       | Ministre de la France d'outre-mer                           |  | André Colin                             | MRP   |
|       | Ministre du Travail et de la Sécurité sociale               |  | Paul Bacon                              | MRP   |
|       | Ministre de la Santé publique et de la Population           |  | André Maroselli                         | RAD   |
|       | Ministre de la Reconstruction et du Logement                |  | Pierre Garet                            | CNIP  |
|       | Ministre des Anciens combattants et Victimes de guerre      |  | Vincent Badie                           | PGDRS |
|       | Ministre de l'Information                                   |  | Albert Gazier (à partir du 17 mai 1958) | SFIO  |
|       | Ministre des Institutions européennes                       |  | Maurice Faure (à partir du 17 mai 1958) | RAD   |

## Répartition partisane
| Parti                      | Parti                                                  | Président du Conseil | Vice- président | Ministres d'État | Ministres | Total |
| -------------------------- | ------------------------------------------------------ | -------------------- | --------------- | ---------------- | --------- | ----- |
| Répartition le 17 mai 1958 | Répartition le 17 mai 1958                             | 1                    | 1               | 3                | 18        | 23    |
|                            | Mouvement républicain populaire                        | 1                    |                 |                  | 4         | 5     |
|                            | Section française de l'Internationale ouvrière         |                      | 1               | 1                | 2         | 4     |
|                            | Divers droite                                          |                      | 1               | 1                | 2         |       |
|                            | Rassemblement démocratique africain                    |                      | 1               |                  | 1         |       |
|                            | Centre national des indépendants et paysans            |                      |                 | 4                | 4         |       |
|                            | Parti radical-socialiste                               |                      |                 | 4                | 4         |       |
|                            | Union démocratique et socialiste de la Résistance      |                      |                 | 2                | 2         |       |
|                            | Parti de la gauche démocratique et radicale-socialiste |                      |                 | 1                | 1         |       |